# Mamadou Tew
Mamadou Tew (ur. 27 listopada 1959 w Dakarze, zm. 31 sierpnia 2019 tamże) – senegalski piłkarz występujący na pozycji obrońcy.

## Kariera klubowa
Tew rozpoczynał karierę w 1979 roku w zespole Casa Sports. W 1984 roku przeszedł do belgijskiego Club Brugge. W sezonie 1984/1985 wywalczył z nim wicemistrzostwo Belgii. Osiągnięcie to powtórzył w kolejnym sezonie, a ponadto zdobył z zespołem Puchar Belgii. W sezonie 1987/1988 wywalczył natomiast mistrzostwo Belgii. W 1989 roku odszedł do także pierwszoligowego Royalu Charleroi, którego barwy reprezentował do 1992 roku. Następnie wrócił do Casa Sports, gdzie w 1993 roku zakończył karierę.

## Kariera reprezentacyjna
W reprezentacji Senegalu Tew grał w latach 1982–1992. W 1986 roku znalazł się w drużynie na Puchar Narodów Afryki. Rozegrał na nim 3 spotkania: z Egiptem (1:0), Mozambikiem (2:0) i Wybrzeżem Kości Słoniowej (0:1), a Senegal odpadł z turnieju po fazie grupowej.
W 1990 roku ponownie został powołany do kadry na Puchar Narodów Afryki, zakończony przez Senegal na 4. miejscu. Zagrał na nim w meczach z Kenią (0:0), Kamerunem (2:0) i Zambią (0:0).
W 1992 roku po raz trzeci wziął udział w Pucharze Narodów Afryki. Wystąpił na nim w spotkaniach z Nigerią (1:2) i Kamerunem (0:1), zaś Senegal odpadł z turnieju w ćwierćfinale.